# Fontaine-la-Gaillarde
Fontaine-la-Gaillarde es una comuna francesa situada en el departamento de Yonne, en la región de Borgoña-Franco Condado.

## Demografía
| 244 | 189 | 285 | 391 | 481 | 489 | 510 |
| Para los censos de 1962 a 1999 la población legal corresponde a la población sin duplicidades (Fuente: INSEE [Consultar]) |     |     |     |     |     |     |